# 미래산업
미래산업은 반도체 검사장비와 칩 마운터(Chip Mounter)를 생산하는 코스피 상장기업이다. 매출 구성은 칩 마운터 60%, 반도체 검사장비 40% 정도로 구성된다.
대한민국의 벤처 1세대로 불리며 1990년대에 좋은 평가를 받았던 기술 중심의 기업이기도 하나, 2000년대에 들어 실적이 악화되며 사세가 기울었고 2012년 이후에는 각종 테마주에 관련된 논란의 중심이 되기도 했다.

## 사업
미래산업은 반도체 완제품을 최종검사하는 장치를 생산하는 중소기업으로, 1983년 행정직 공무원이었던 정문술에 의해 창업되었다. 주 제품은 테스트 핸들러(Test Handler)이다. 회사의 창립은 1983년에 이루어졌으나 6년여의 연구개발 기간을 거쳐 1990년에 상품판매가 개시되었다. 1991년 이후 판매활동을 본격적으로 수행하여 1994년에는 227억원의 매출을 달성하였다.
소위 벤처 1세대로 불리는 기업으로, 1988~1989년에는 매출의 무려 80-90%에 달하는 개발비가 투입되었다. 이때 연구개발에 무리하게 투자하여 자금난을 겪기도 했다. 이 회사가 생산하는 반도체 검사장치인 IC 테스트 핸들러는 한때 국내 반도체 생산업체들이 필요로 하는 소요량의 60%를 공급했으며, 세계적 반도체 회사인 미국의 텍사스인스트루먼트사에게도 공급해왔다.

## 재무상황
미래산업은 설립된 이래 1990년대의 한동안은 유망한 벤처기업으로 자리매김하였으나, 점차 재무상황이 나빠져 2000년대 들어서며 지속적으로 적자를 보아 왔다. 2011년경부터는 나쁜 재무 상황을 타개하기 위해 대량의 유상증자를 자주 하여 주주들의 원성을 사고 있다. 미래산업은 2014년에도 110억7000만원 규모의 유상증자를 결정했다. 대규모 유상증자 소식에 주가는 급락했고, 이처럼 유상증자와 주가 하락의 악순환이 계속되고 있는 상태이다.
수익성도 좋지 못해, 수주가 몰렸던 2015년 1분기에는 다른 분기에 비해 두배 가량의 매출을 올렸으나 영업이익은 1억원을 기록하는데 그쳤다.
2015년 3월, 미래산업은 칩 마운터 검사장비 'MI'시리즈를 '일렉트로니카 차이나 2015' 전시회에 출품한 바 있다. 그러나 아직까지 납품 계약이 성사된 일은 없다.
2024년 시설자금 등 410억원(주당 1073원)을 조달하기 위해 주주우선공모 유상증자를 결정하였다. 조달된 대금으로 원익IPS 기흥사업장 건너편에 위치한 공장을 인수할 예정이다

## 정치테마주 논란
2012년에는 400원대였던 주가가 정치테마주 광풍을 타고 1950원까지 폭등했는데, 당시 최대주주였던 정문술이 지분을 전량 매각하여 논란이 되었다. 같은 날 권순도 사장과 권국정 이사도 자신이 보유하고 있던 주식을 전량 매각했다. 그것을 계기로 주가는 계속 추락하여 150원대까지 내려가, 많은 개인 투자자들이 피해를 입었다. 당시 우리사주를 받기로 예정되었던 미래산업 직원들은 예기치 못한 대주주와 사장 등 임원진의 지분 매각 공시로 주가가 폭락하자 막대한 손실을 보았는데 이는 직원들이 주식을 받기 전에 대주주와 임원진이 지분을 전량 매각해버렸기 때문이다. 권순도 사장은 지분을 매각한 후 한동안 중국으로 출장을 떠났다.
이 사건으로 벤처 기업가로 존경을 받아온 정문술은 이미지에 큰 타격을 받았고, 사장을 비롯한 임원진 역시 많은 비난을 받았다. 한 직원은 임원진의 행태에 '배신감에 몸이 떨렸다'고까지 표현했으며, 큰 피해를 본 투자자들이 매일 회사에 몰려와 집단으로 항의하는 일까지 벌어졌다.
권순도 미래산업 사장은 당시 상황을 '회사가 망신창이가 됐다'라고까지 회상했다. 권순도 사장은 자신의 지분 매각 이유가 회사의 미래가 보이지 않아서가 아니라 '집사람이 아파서 돈도 필요했고 조금은 재테크 욕심도 들었다'라고 해명했다. 당시의 테마주 광풍을 타고 대주주와 임원들이 벌어들인 액수는 4백억원이 넘는다.

## 동전주 테마
테마주 관련해 임원들이 보인 모럴해저드와 지속적인 나쁜 실적에도 불구하고, 미래산업은 지속적으로 많은 거래량을 보여 온 주식이다. 그것은 2012년의 대표적인 정치테마주였던 까닭으로 개인투자자들 사이에 인지도가 높기 때문이다.
미래산업은 2015년 6월 상한가 및 하한가 제한이 30%로 확대된 이후 생겨난 소위 동전주 테마 중 하나이기도 하다. 이에 실적과는 별개로 당해 7월에는 가격제한폭까지 오르기도 했다. 미래산업과 함께 동전주 테마주로 분류되는 것에는 슈넬생명과학, 지엠피, 주연테크, 케이디건설, 씨씨에스, 웨이포트, 큐캐피탈 등이 있다.

## 같이 보기
- 동전주
- 동전주 테마
- 정치테마주
- 테마주